# Liste der Biografien/Polu
Liste der Biografien |
Portal Biografien |
Personensuche
# |
A |
B |
C |
D |
E |
F |
G |
H |
I |
J |
K |
L |
M |
N |
O |
P |
Q |
R |
S |
T |
U |
V |
W |
X |
Y |
Z |
?
 
Pa |
Pc |
Pe |
Pf |
Ph |
Pi |
Pj |
Pk |
Pl |
Pm |
Pn |
Po |
Pr |
Ps |
Pt |
Pu |
Pv |
Pw |
Py
 
Poa |
Pob |
Poc |
Pod |
Poe |
Pof |
Pog |
Poh |
Poi |
Poj |
Pok |
Pol |
Pom |
Pon |
Poo |
Pop |
Por |
Pos |
Pot |
Pou |
Pov |
Pow |
Pox |
Poy |
Poz
 
Pola |
Polc |
Pold |
Pole |
Polf |
Polg |
Polh |
Poli |
Polj |
Polk |
Poll |
Polm |
Poln |
Polo |
Pols |
Polt |
Polu |
Polv |
Polw |
Poly |
Polz
Die Liste der Biografien führt alle Personen auf, die in der deutschsprachigen Wikipedia einen Artikel haben. Dieses ist eine Teilliste mit 24 Einträgen von Personen, deren Namen mit den Buchstaben „Polu“ beginnt.

## Polu

### Polua
- Poluakan, Natalia (* 1985), indonesische Badmintonspielerin

### Polub
- Polubarinowa-Kotschina, Pelageja Jakowlewna (1899–1999), russische Mathematikerin
- Polubotok, Pawlo († 1724), Hetman der linksufrigen Ukraine

### Polue
- Poluektow, Pawel (* 1992), kasachisch-russischer Eishockeytorwart

### Polug
- Poluga, Nikola (* 1986), serbischer Volleyballspieler und -trainer
- Polugajewski, Lew Abramowitsch (1934–1995), russisch-sowjetischer Schachmeister

### Poluh
- Poļuhoviča, Anastasija (* 2005), lettische Fußballspielerin

### Poluj
- Polujachtow, Wladimir Alexandrowitsch (* 1989), russischer Fußballspieler
- Polujan, Jan Wassiljewitsch (1891–1937), russischer Revolutionär
- Polujektow, Jakow Leontjewitsch, russischer Schiffbauunternehmer

### Poluk
- Polukejew, Andrei Andrejewitsch (* 1981), russischer Sprinter

### Polum
- Polumbus, Tyler (* 1985), US-amerikanischer American-Football-Spieler
- Polumenta, Dado (* 1982), montenegrinischer Sänger und Songschreiber
- Polumenta, Šako (* 1968), montenegrinischer Sänger

### Polun
- Polunin, Andrij (* 1971), ukrainischer Fußballspieler
- Polunin, Maxim (* 1975), kasachischer Skispringer
- Polunin, Oleg (1914–1985), englischer Botaniker
- Polunin, Sergei Wladimirowitsch (* 1989), russischer BalletttänzerSergei Wladimirowitsch Polunin (* 1989)

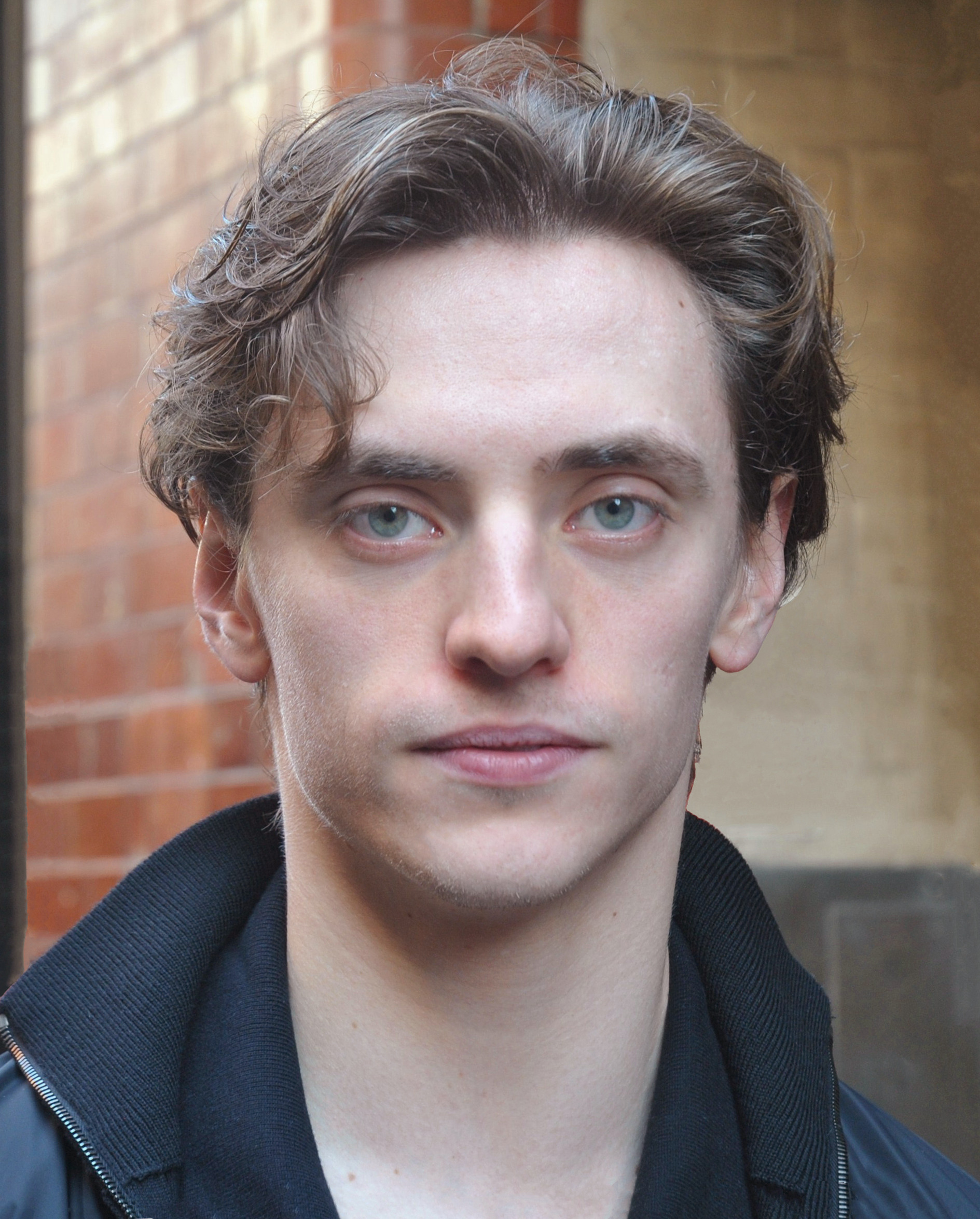
Sergei Wladimirowitsch Polunin (* 1989)

- Polunin, Wjatscheslaw Iwanowitsch (* 1950), russischer Clown
- Polunina, Aljona Jewgenjewna (* 1975), russische Filmregisseurin

### Polup
- Polupanow, Wiktor Andrejewitsch (* 1946), russischer Eishockeyspieler

### Polus
- Polus, Timotheus (1599–1642), deutsch-baltischer Poetikprofessor und Gelegenheitsdichter
- Polus, Yorck (* 1970), deutscher Sportmoderator beim Fernsehsender ZDF

### Polut
- Polutélé, Napole (* 1965), französischer Politiker, Mitglied der Nationalversammlung